# Regione di Shinyanga
La regione di Shinyanga (ufficialmente Shinyanga Region in inglese) è una regione della Tanzania. Prende il nome dal suo capoluogo Shinyanga.
Dal 2012, con l'istituzione delle regioni di Geita e Simiyu, il territorio della regione di Shinyanga è stato ridotto in loro favore.

## Distretti
La regione è divisa amministrativamente in 5 distretti:
- Shinyanga urbano
- Shinyanga rurale
- Kahama urbano
- Kahama rurale
- Kishapu